# Paul Hockenos
Paul Hockenos (* 31. Juli 1963) ist ein US-amerikanischer Politikwissenschaftler, Journalist und Publizist. Er war Herausgeber der außenpolitischen Fachzeitschrift Internationale Politik–Global Edition.

## Leben
Hockenos studierte Politische Ökonomie am Liberal Arts Skidmore College (Bachelor of Arts 1985) in Saratoga Springs, New York. Danach war er Graduate Student am Otto-Suhr-Institut für Politikwissenschaft der FU Berlin und erwarb einen Master of Arts in Social and Political Thought von der britischen University of Sussex in Falmer.
Er beschäftigt sich seit dem Fall des Eisernen Vorhanges intensiv mit europapolitischen Themen. Er beobachtete die Revolutionen im Jahr 1989 und war in mehrere Projekte in Südosteuropa involviert. Von 1997 bis 1999 war er für die Organisation für Sicherheit und Zusammenarbeit in Europa (OSZE) in Bosnien und Herzegowina und von 2003 bis 2004 für die Europäische Stabilitätsinitiative (ESI) im Kosovo tätig. Hockenos wurde gefördert durch u. a. das Carnegie Endowment for International Peace, den German Marshall Fund, die Rockefeller-Stiftung, das European Journalism College und die American Academy in Berlin.
Hockenos war für fünf Jahre Herausgeber der Fachzeitschrift Internationale Politik–Global Edition und des dazugehörigen Internetportals der Deutschen Gesellschaft für Auswärtige Politik (DGAP). Er publizierte in deutsch- und englischsprachigen Zeitungen und (Fach-)Zeitschriften wie The New York Times, Newsweek, In These Times, The Christian Science Monitor, Die Tageszeitung, World Policy Journal, Boston Review, The Nation, New Statesman, Foreign Policy, Society, The Village Voice und Der Spiegel.
Derzeit ist er Korrespondent von The Chronicle of Higher Education in Deutschland. Hockenos lebt in New York City und Berlin.

## Schriften (Auswahl)
- Free to Hate. The Rise of the Right in Post-Communist Eastern Europe. Routledge, New York 1993, ISBN 0-415-90824-8.
- Homeland Calling. Exile Patriotism and the Balkan Wars. Cornell University Press, Ithaca 2003, ISBN 0-8014-4158-7.
- Joschka Fischer and the Making of the Berlin Republic. An Alternative History of Postwar Germany. Oxford University Press, Oxford 2008, ISBN 978-0-19-518183-8.